# Roma (Lesotho)
Koordinaten: 29° 27′ S, 27° 42′ O

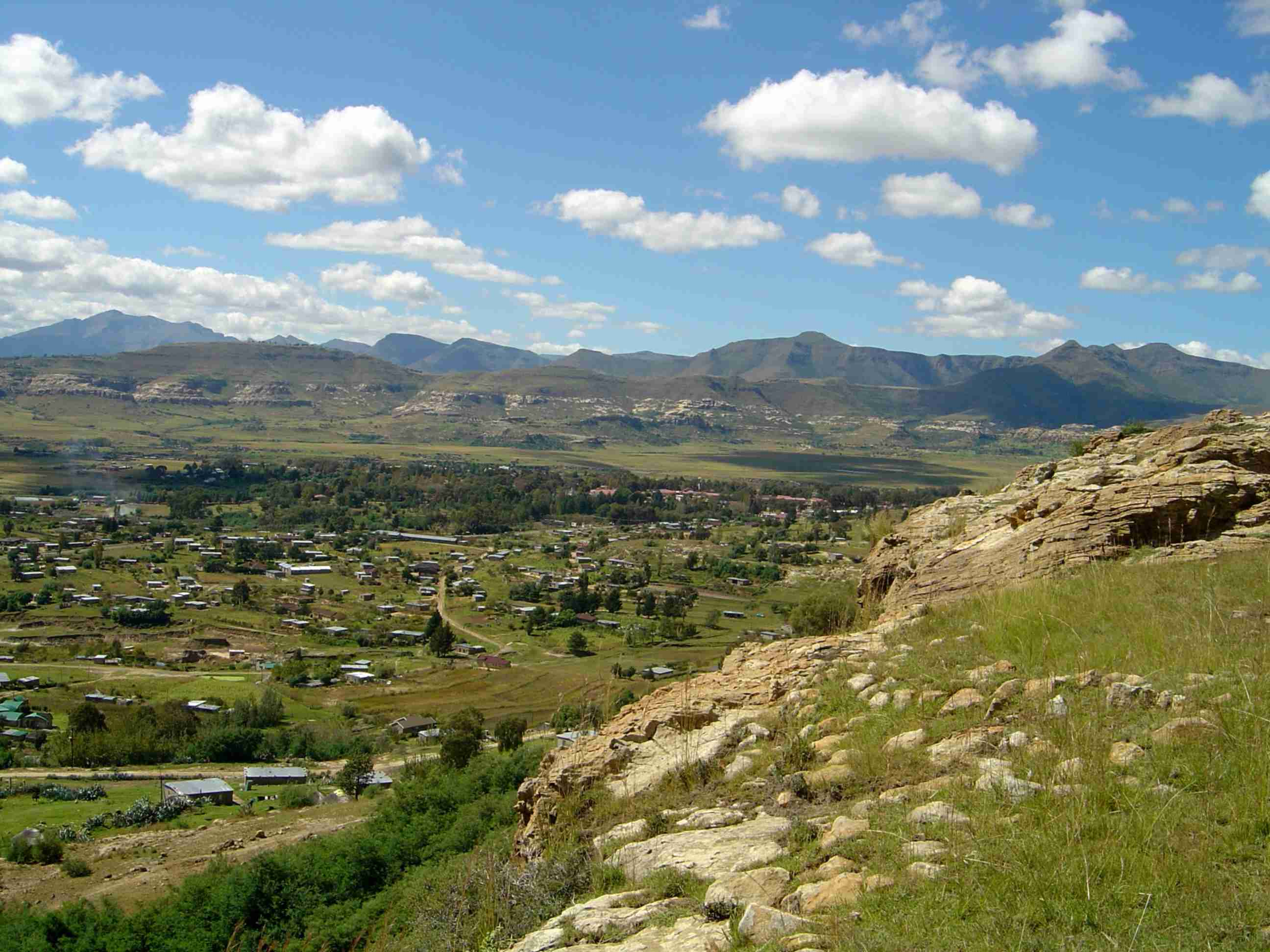
Blick auf die Universität von Roma, Bildmitte links

Roma ist eine Universitätsstadt in Lesotho im Distrikt Maseru. Roma hat etwa 8.000 Einwohner.

## Geographie
Roma liegt etwa 35 Kilometer südöstlich der Hauptstadt Maseru. Die Stadt liegt im Vorgebirge der Maloti-Berge (Drakensberge) auf etwa 1.700 Meter Höhe über dem Meeresspiegel in einem Talkessel, der auf drei Seiten von etwa 100 Meter höheren Bergen umgeben ist. Das Tal ist geprägt durch Kiefern und felsige Abhänge, was dem Ort, neben seinem Namen, italienischen Charakter verleiht.
Roma liegt an der Straße, die von Maseru nach Semonkong zu den 192 Meter tiefen Maletsunyane-Wasserfall führt, dem tiefsten Wasserfall des südlichen Afrikas.

## Geschichte
Roma wurde etwa 1860 als erste katholische Missionsstation im heutigen Lesotho gegründet. Die Stadt wurde von den Missionaren nach der italienischen Hauptstadt benannt.

## Die Universität
In Roma wurde 1945 das katholische Pius XII. College gegründet, das dann in staatliche Verwaltung überging und ab 1975 als National University of Lesotho („Nationaluniversität von Lesotho“) bekannt wurde. Während der Apartheidsära studierten dort Hunderte junge Menschen aus Südafrika. Heute sind an der Universität fast ausschließlich Einheimische eingeschrieben. Die Zahl der Vollzeitstudenten hat sich in letzter Zeit dennoch stark erhöht und beträgt etwa 7.000 (Stand 2006). Nicht alle dieser Studenten sind in Roma ansässig.

## Weitere Institutionen

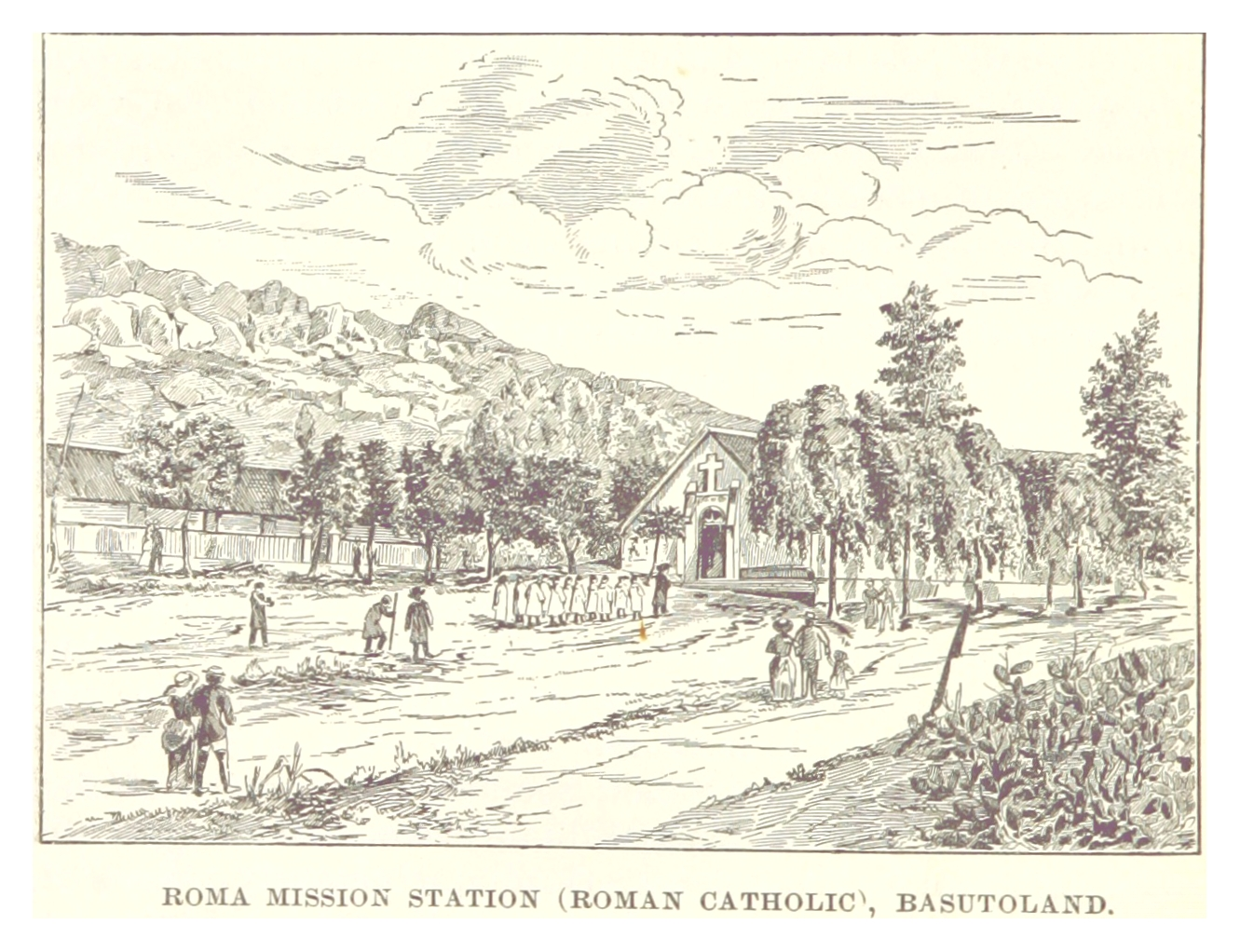
Die römisch-katholische Missionsstation Roma, um 1880

Roma wurde als Keimzelle des Katholizismus in Lesotho gegründet. Heute noch werden Katholiken auf Sesotho ba-roma (deutsch: Römische) genannt. Am Ort befindet sich eine bedeutende katholische Kirche und zwei von der katholischen Kirche Lesothos betriebene High Schools. Die St. Mary’s High School ist ausschließlich für Mädchen bestimmt und zählt zu den Besten des Landes.
Außerdem befinden sich ein ebenfalls katholisches Priesterseminar sowie ein von der katholischen Kirche betriebenes Krankenhaus am Ort.

## Der Papstbesuch
Im September 1988 besuchte Papst Johannes Paul II. Roma. Entgegen der ursprünglichen Planung konnte er nicht mit dem Flugzeug auf dem Moshoeshoe I. International Airport nahe Maseru landen. Stattdessen wurde das Flugzeug zum Flughafen in Bloemfontein in Südafrika umgeleitet. Dieses Land wurde damals wegen der Apartheid gemieden. Der Papst musste also gezwungenermaßen südafrikanischen Boden betreten. Von Bloemfontein kam Johannes Paul II. mit seiner Entourage auf dem Landweg mit erheblicher Verspätung in Roma an, zelebrierte aber noch am selben Abend in der Kirche eine Messe.

## Sonstiges
1989 wurden in Lesotho große Teile des Kinofilms American Ninja 4 (deutscher Titel: American Fighter 4 – Die Vernichtung) gedreht. In Roma entstand eine Szene an der Universität („diplomatischer Empfang“). Zahlreiche Dozenten der Universität waren als Statisten engagiert worden. Das Priesterseminar war mit Stacheldrahtverhauen zur Darstellung eines umkämpften Gefängnisses versehen worden. Die Szenen spielen allerdings in Äthiopien.